# IPhone 3G
L'iPhone 3G è uno smartphone prodotto da Apple ed è la seconda generazione di iPhone. È il successore dell'iPhone 2G e il predecessore dell'iPhone 3GS. È stato presentato il 9 giugno 2008 presso la conferenza del WWDC 2008 a San Francisco. L'iPhone 3G riprende le caratteristiche dell'iPhone EDGE, che conteneva la stessa fotocamera da 2 megapixel. Tuttavia, il 3G è stato caratterizzato da parecchi miglioramenti rispetto al suo predecessore.

## Storia
Il prodotto è stato presentato da Steve Jobs, amministratore delegato della società durante l'apertura del Macworld del gennaio 2008. Il dispositivo è comparso nei negozi Apple e quelli AT&T negli USA dall'11 luglio dello stesso anno.
L'iPhone 3G è stato commercializzato in due versioni; una di colore bianco e l'altra di colore nero. La memoria disponibile è di 8GB o 16GB.
Dopo la presentazione dell'iPhone 3GS, il prezzo dell'iPhone 3G fu dimezzato. Il 7 giugno 2010, la produzione dell'iPhone 3G è stata interrotta.
Il supporto software al modello 3G termina ufficialmente l'11 marzo 2011 con la pubblicazione dell'aggiornamento 4.3 di iOS non compatibile con questo modello. L'ultima versione aggiornata del sistema operativo per iPhone 3G resta la 4.2.1.

## Design
| Colorazioni | Colorazioni | Colorazioni |
| Nome        | Nome        | Fronte      |
| ----------- | ----------- | ----------- |
|             | Nero        | Nero        |
|             | Bianco      | Nero        |

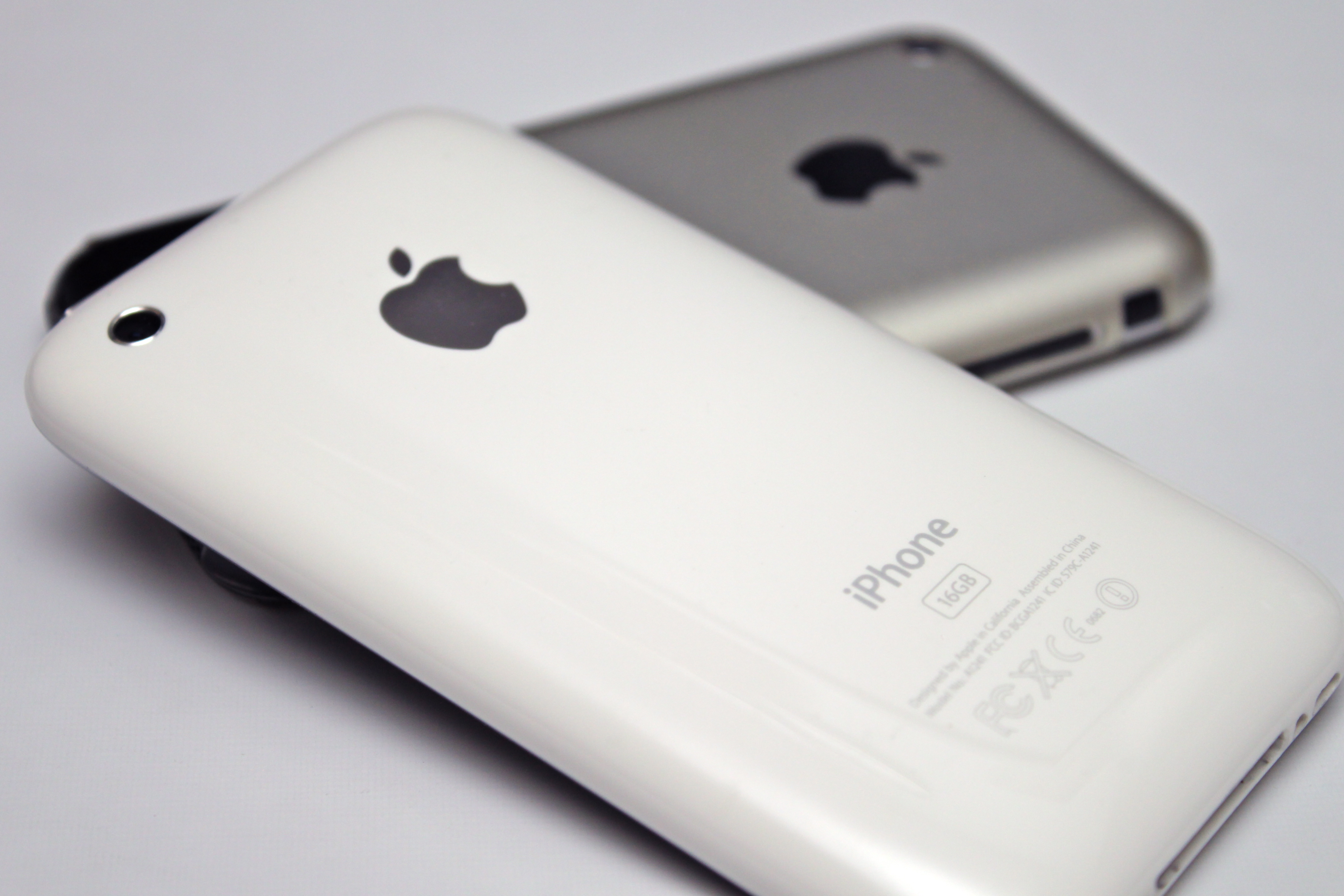
Confronto tra iPhone EDGE e iPhone 3G bianco

L'iPhone 3G ha subito notevoli variazioni nel design rispetto al modello precedente. Il nuovo design è caratterizzato da policarbonato lucido, sostituendo l'alluminio che caratterizzava l'EDGE per diminuire i costi di produzione. I tasti fisici in plastica nera sono stati sostituiti da quelli in metallo. I bordi del telefono sono stati arrotondati, permettendo una migliore presa.

## Caratteristiche
La maggior parte dei componenti dell'iPhone 3G è uguale al suo predecessore, l'iPhone EDGE.
I miglioramenti sono stati caratterizzati dall'Assisted GPS e dall'integrazione delle reti UMTS e HSDPA.

## Problemi
Dopo il rilascio di iOS 4, avvenuto il 21 giugno 2010 molti proprietari di iPhone 3G hanno lamentato che i loro telefoni hanno subito un evidente calo di prestazioni dovute al fatto che l'iPhone 3G ha solo 128 MB di ram contro i 512 dell'iPhone 4, per i quali iOS 4 è stato progettato. Questi rallentamenti sono stati marginalmente risolti con l'aggiornamento a iOS 4.1. Per questo l'iPhone 3G non ha avuto altri aggiornamenti oltre ad iOS 4.2.1.